# Convento de San Francisco de Asís (La Habana)

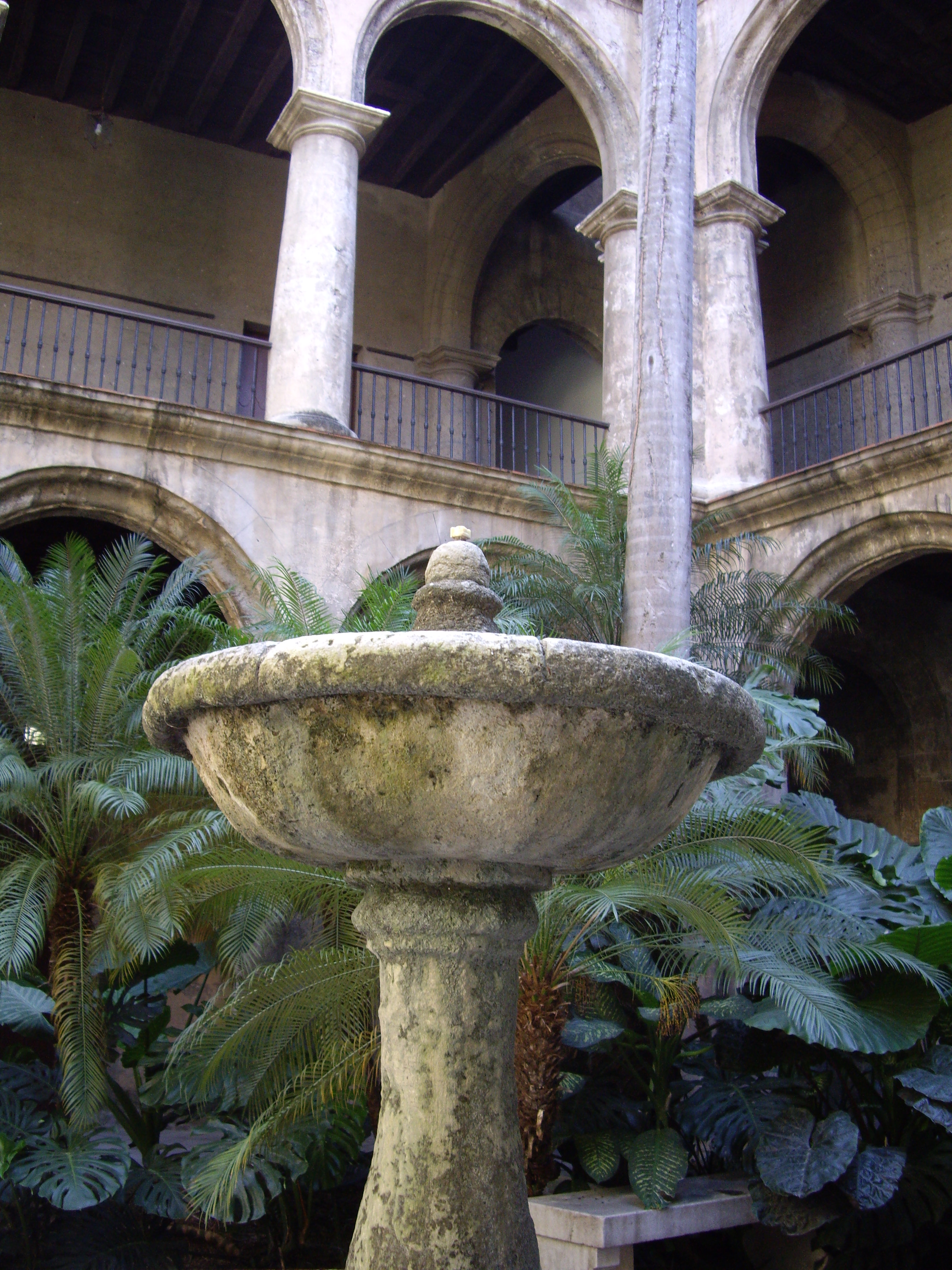
Claustro del convento.

El Convento de San Francisco de Asís, es un edificio religioso de arquitectura barroca situado en la plaza homónima en La Habana Vieja. Su construcción comenzó en el año 1548 y duró hasta 1591, aunque se inauguró en 1575, se terminó completamente casi 200 años después, con una serie de reformas estructurales ocurridas desde 1731 hasta 1738. La fachada se encuentra en la Calle Oficios donde se observan tres estatuas de piedra que representan a la Inmaculada Concepción, San Francisco de Asís y Santo Domingo de Guzmán. Actualmente, en el interior del monasterio, se alberga el Museo de Arte Sacro de la ciudad de La Habana. Ostenta la consideración popular de ser uno de los parajes más importantes de la urbe.

## Estructura
El edificio está compuesto por tres amplias naves, que son sostenidas por doce columnas representando a los doce apóstoles, de la iglesia católica. Cuenta con una torre de 48 varas de altura, que en la época colonial fue la estructura más alta de la ciudad por varias centurias. La torre estaba coronada por una imagen de San Francisco de Asís, en piedra, cuya cabeza fue arrancada por el viento durante el huracán de 1846.
Desde 1608 existía, contigua a la iglesia, una capilla de la Orden Tercera de San Francisco, donde se rendia tributo a la imagen del Cristo de la Vera Cruz, que era sacada en procesión por las calles habaneras el Viernes Santo, en la actualidad en este recinto se encuentra una sala de concierto, especialmente dedicada a la música de cámara. En la parte trasera se ha construido recientemente un jardín en honor a Madre Teresa de Calcuta.

## Historia
Su construcción se debe a la comunidad de frailes fransiscanos que se asentó en la zona occidental de la bahía. La iglesia sirvió de cementerio a la mayor parte de la nobleza colonial de los siglos XVII y XVIII. Entre los que se pueden contar obispos, condes, capitanes generales, e incluso la virreina del Perú, la marquesa de Monte Claro.
Los monjes fransiscanos lo utilizaron como escuela de bachillerato por siglos, se daban clases de Gramática, Filosofía, Teología y Matemática. Durante la Toma de La Habana por los ingleses, sirvió como templo a la congragación anglicana, siendo el primer templo de la isla donde se celebró un culto protestante. 
El gobierno colonial español se adueña en 1841 de los bienes de las comunidades religiosas y los frailes se trasladan a la iglesia de San Agustín, relativamente cercana al convento. Luego de esto se destina el convento como almacén y oficina del Archivo General y la aduana de La Habana.
Luego de la independencia, en 1907, se destina a la Dirección General de Correos y Telégrafos. En 1916 se transforma nuevamente para acoger la Dirección General de Comunicaciones, que luego se convertiría en ministerio. En 1941 y en 1944 se le hicieron restauraciones, una de ellas por el arquitecto Julio Alemany.
En 1957 se trasladó el Ministerio de Comunicaciones al nuevo edificio que ocupa actualmente en la Plaza de la Revolución José Martí.
Al triunfar la Revolución, se le da la categoría de museo de Historia Colonial y se le incorporan muchos objetos históricos de carácter religioso a su colección. Después de la declaración de la zona antigua de la ciudad como Patrimonio de la Humanidad, se ubicó en la Basílica Menor del convento, luego de restauraciones, una sala de música sacra y de cámara.